# Ultimate Live
Ultimate Live — DVD группы Pulp, включающий два концерта 1995 и 1998 годов. Оба ранее издавались на видеокассетах.

## Списки песен

### F.E.E.L.I.N.G.C.A.L.L.E.D.L.I.V.E
Записано в Brixton Academy, Лондон — 21 декабря 1995
1. «Do You Remember the First Time?»
2. «Monday Morning»
3. «Pencil Skirt»
4. «I Spy»
5. «Sorted for E’s & Wizz»
6. «Something Changed»
7. «Live Bed Show»
8. «Acrylic Afternoons»
9. «Babies»
10. «Disco 2000»
11. «Mis-Shapes»
12. «F.E.E.L.I.N.G.C.A.L.L.E.D.L.O.V.E»
13. «Underwear»
14. «Common People»

### The Park Is Mine
Записано в Finsbury Park, Лондон — 25 июля 1998
1. «The Fear» [The Complete and Utter Breakdown Version]
2. «Do You Remember The First Time?»
3. «Dishes»
4. «Seductive Barry»
5. «Sorted for E’s & Wizz»
6. «TV Movie»
7. «A Little Soul»
8. «Party Hard»
9. «Help The Aged»
10. «Sylvia»
11. «This Is Hardcore»
12. «Glory Days»
13. «Common People»
14. «Laughing Boy»
15. «Something Changed»

- Часть F.E.E.L.I.N.G.C.A.L.L.E.D.L.I.V.E на DVD пострадала от перезаписи. Звучание здесь заметно медленнее, чем на оригинальной видеокассете, а также утеряны некоторые звуковые эффекты.

Песня «I’m a Man» также была записана между «Do You Remember The First Time?» и «Dishes», но была вырезана из видео по просьбе Джарвиса Кокера, так как он счёл её неудачно исполненной.